# Gruppe GT1
Als Gruppe GT1 wurden unterschiedliche Gran-Turismo-Klassen im Motorsport in der Vergangenheit bezeichnet. Zwischen 1994 und 1998 wurde die Bezeichnung GT1 erstmals für die damals höchste GT Kategorie gewählt. Zeitgleich wurde zudem die GT2 Klasse erstmals ausgeschrieben, die zwischen 2005 und 2011 bei FIA und ACO ebenfalls die Bezeichnung GT1 trug.

## Klassen
Im Laufe der Geschichte wurde in verschiedenen Zeitenräumen die Bezeichnung GT1 für unterschiedliche Klassen gewählt.

### GT1 (1990er) / GTP

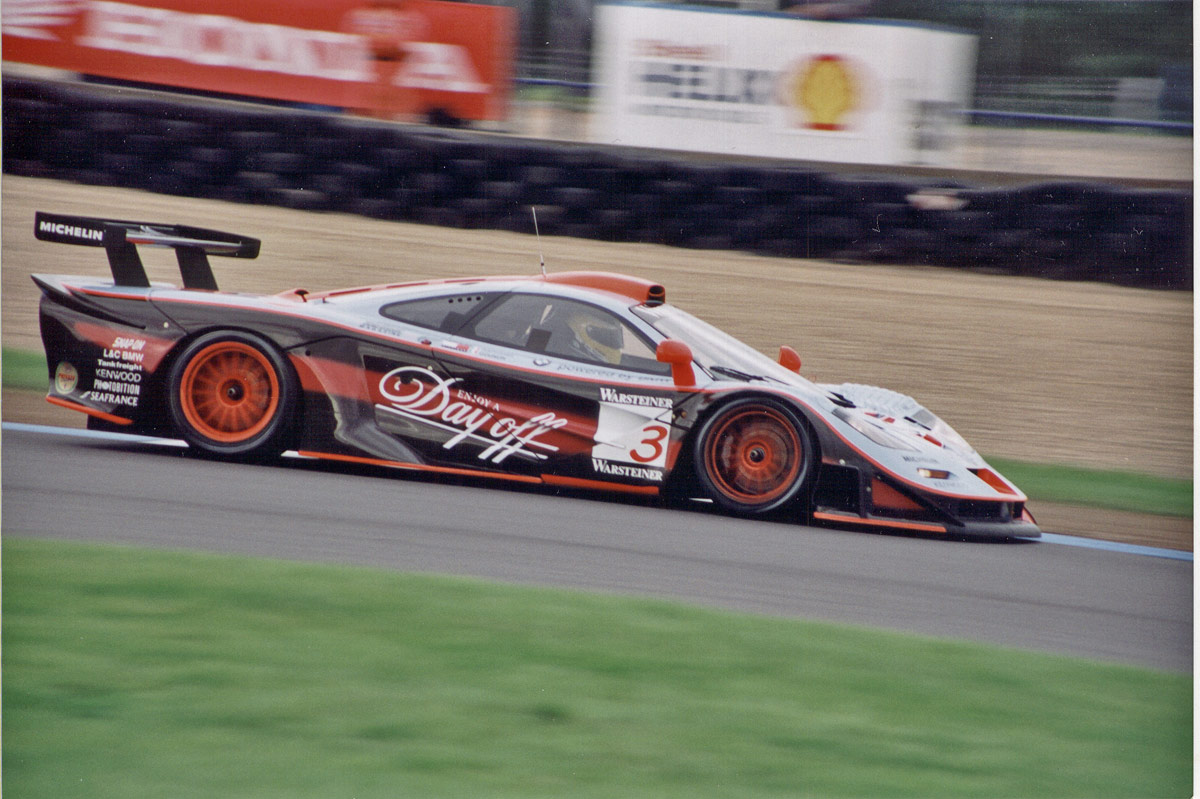
McLaren F1 GTR (GT1-1995)

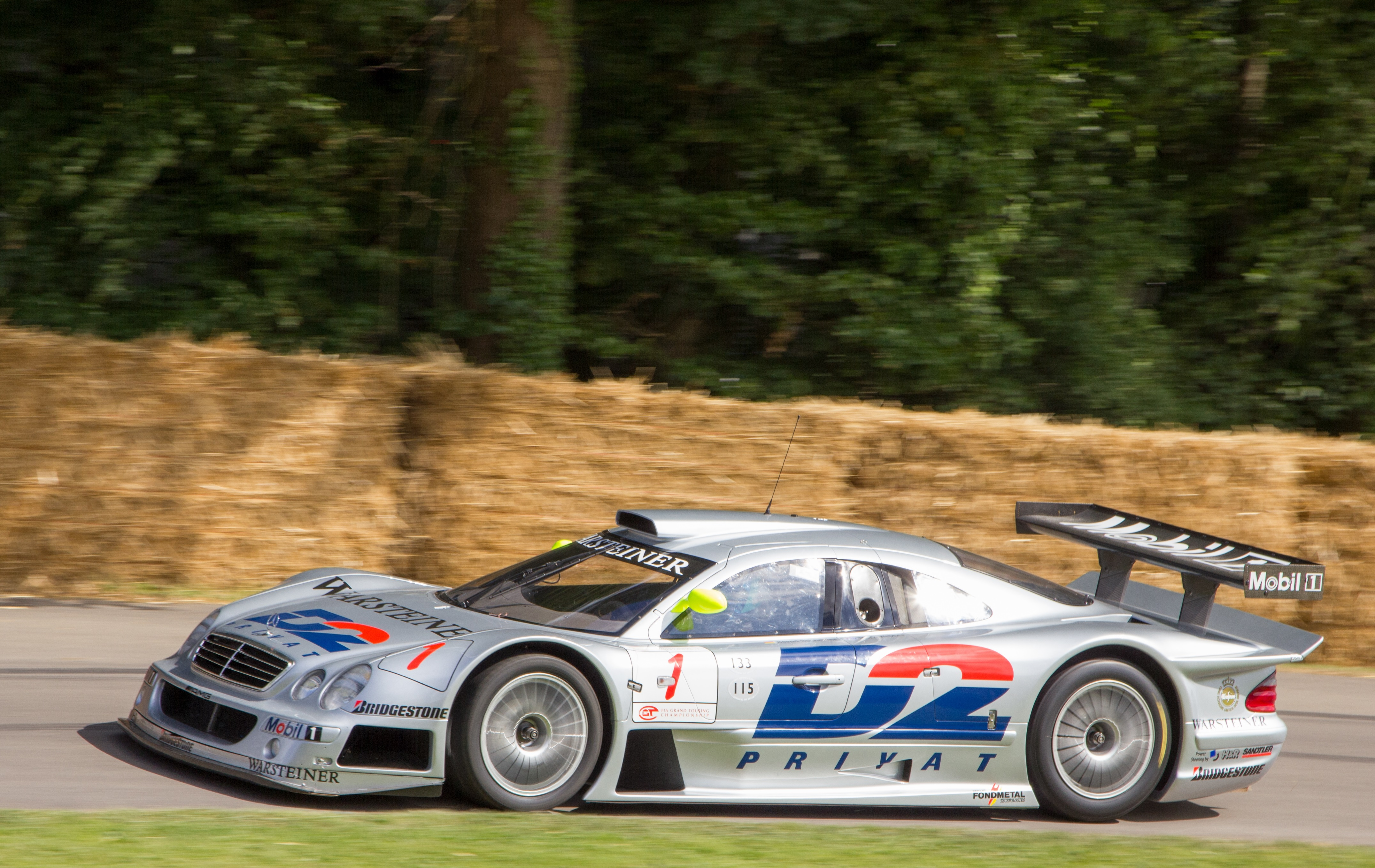
Mercedes-Benz CLK GTR

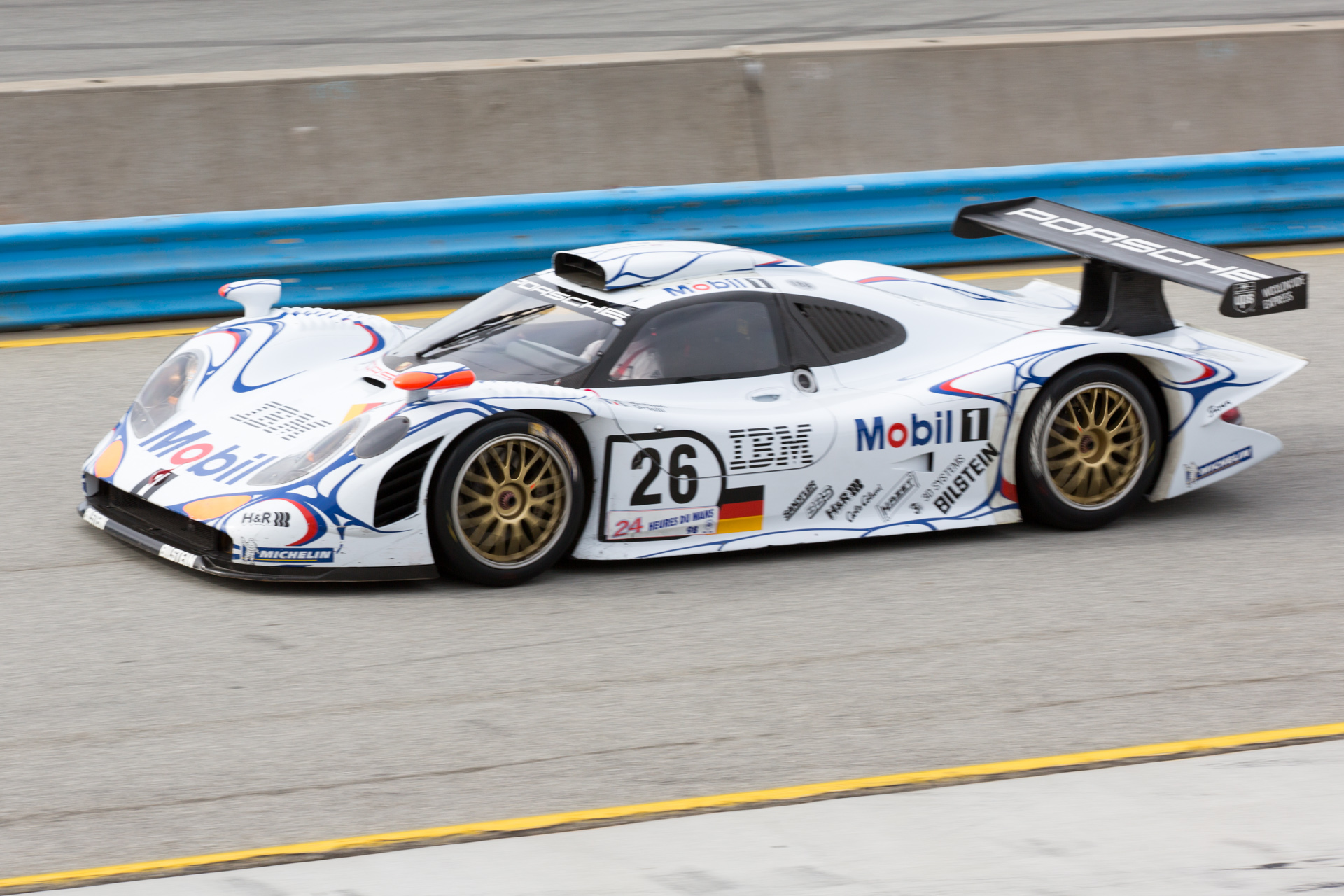
Porsche 911 GT1

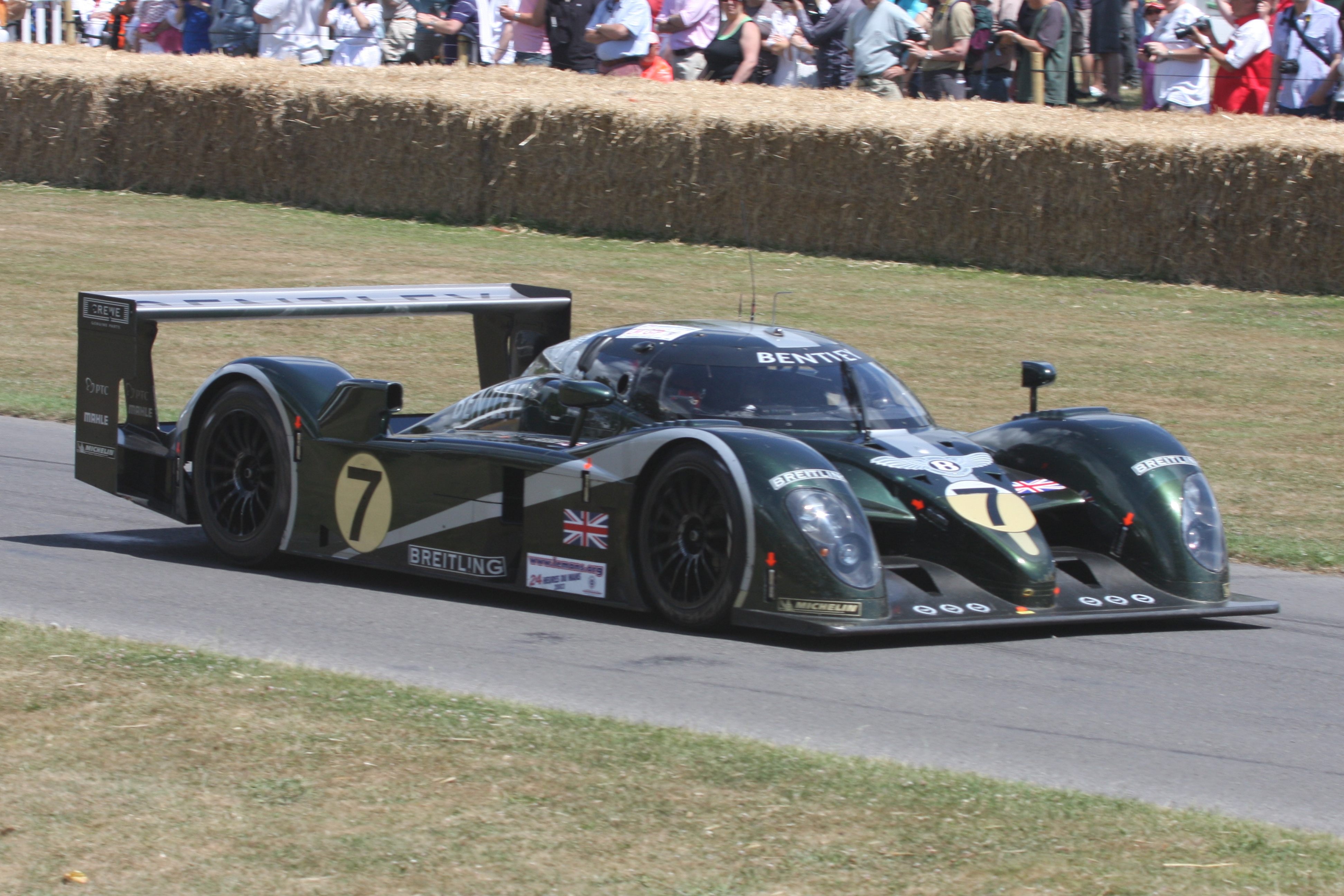
Bentley Speed 8

Die GT1-Klasse wurde erstmals 1994 in der neu gegründeten BPR Global GT Series sowie bei den 24-Stunden-Rennen von Le Mans ausgeschrieben. Durch das Ende der Sportwagen-Weltmeisterschaft 1992 entstand mit dem damit verbundenen Aus der Gruppe C im internationalen Sportwagensport eine Lücke, die ab 1994 unter anderem durch die Gruppe GT1 gefüllt werden konnte. Für 1994 wurden in Le Mans die neue GT1-Klasse für Supersportwagen, wie den Bugatti EB110, den De Tomaso Pantera oder den Venturi LM600, geschaffen. Auch modifizierte Gruppe-C-Autos waren 1994 noch in der GT1-Klasse in Le Mans startberechtigt. So holte einer dieser straßenzugelassenen Prototypen, der Dauer 962 LM, auch den Gesamtsieg. 
1994 wurde auch die BPR Global GT Series geschaffen. Mitbegründer dieser Serie waren Jürgen Barth, Patrick Peter und  Stéphane Ratel. Dort gab es nebst der GT2, GT3 und GT4 auch erstmals eine GT1-Kategorie. Dominiert wurde die Klasse in diesem Jahr mit vier Gesamtsiegen durch einen Porsche 911 Turbo von Labre Compétition. 
Ab 1995 stieg auch die FIA als oberster Automobilsportverband in die Entwicklung ein. So schrieben die Organisatoren Barth, Peter und Ratel die Klassen GT1 und GT2 international aus und erlaubten es Herstellern, ihre Fahrzeuge zu homologieren. Als der erfolgreichste GT1 erwies sich 1995 der McLaren F1 GTR, der zehn der zwölf Meisterschaftsläufe gewann. 1996 stieg auch Porsche mit dem 911 GT1 in die GT1-Klasse ein. 
Ab 1997 wandelte sich die BPR Serie zur FIA-GT-Meisterschaft unter der Organisation von Stéphane Ratel. Dort waren nur noch GT1- und GT2-Fahrzeuge startberechtigt. In der GT1 stiegen die Kosten durch den Einstieg der Werksteams. Waren die Fahrzeuge bislang vor allem Rennversionen von straßenzugelassenen Sportwagen, wandelte sich die Situation in den folgenden Jahren. So fertigten Porsche, Mercedes-Benz und der junge US-Hersteller Panoz prototypenähnliche Rennwagen in GT-Optik von denen dann die im Regelwerk geforderten 25 Straßenfahrzeuge als Homologationsmodell abgeleitet wurden. Diese Zusatzkosten in Kombination mit der aufwändigen Entwicklung und Unterhaltung der Fahrzeuge führten dazu, dass sich zunächst die verbliebenen GT1-Privatteams fast vollständig zurückzogen. Das Wettrüsten der Hersteller führte in der Saison 1998 zu einer totalen Mercedes-Dominanz in der FIA-GT-Meisterschaft, bei der Mercedes alle Rennen gewann. Einzig bei dem nicht zur Meisterschaft zählenden 24-Stunden-Rennen von Le Mans 1998 fiel der Mercedes-Benz CLK LM frühzeitig mit Motorschaden aus, sodass Porsche mit dem 911 GT1 das Rennen gewinnen konnte. Da sich für 1999 nur noch Mercedes-Teams für die FIA-GT-Meisterschaft eingeschrieben hatten, wurde diese Klasse nicht weiter ausgeschrieben und die Meisterschaft fand ausschließlich mit GT2-Fahrzeugen statt.
Lediglich am 24-Stunden-Rennen von Le Mans 1999 zeigte neben Mercedes auch Toyota Interesse, mit einem GT1-Fahrzeug zu starten. So wurde kurzfristig die GT1 in GTP umbenannt und die Regel bzgl. des Homologationsmodells aufgehoben. Neben der GTS- und GT-Klasse war mit der LMP auch eine Klasse für offene Prototypen ausgeschrieben, in der Nissan und BMW starteten. Le Mans Neueinsteiger Audi entschied sich kurzfristig nicht nur mit dem offenen Roadster-Prototyp R8R in der LMP-Klasse anzutreten, sondern auch an der GTP-Klasse teilzunehmen. So wurde mit dem Audi R8C parallel noch ein geschlossener GT-Prototyp entwickelt. Nach 1999 zogen sich BMW und Toyota zugunsten der Formel 1 aus dem Sportwagensport zurück. Auch Mercedes trat nach den schweren Unfällen des Mercedes-Benz CLR nicht wieder im Sportwagensport an. Da sich Audi zudem für den offenen Prototyp entschied, blieb somit die GTP-Klasse im Jahr 2000 unbesetzt. Erst ab 2001 setzte Bentley mit dem EXP Speed 8 auf Basis des Audi R8C wieder einen geschlossenen GT-Prototyp ein. Der weiter entwickelte Bentley Speed 8 gewann das 24-Stunden-Rennen von Le Mans 2003. Ab 2004 schrieb der ACO nur noch die LMP1-Klasse aus, in der neben offenen auch geschlossene Prototypen startberechtigt waren. Seit 2014 sind in der LMP1 und seit 2016 auch in der LMP2 nur noch geschlossene Prototypen zugelassen.

### GT1 (2000er) / GT2, GTS

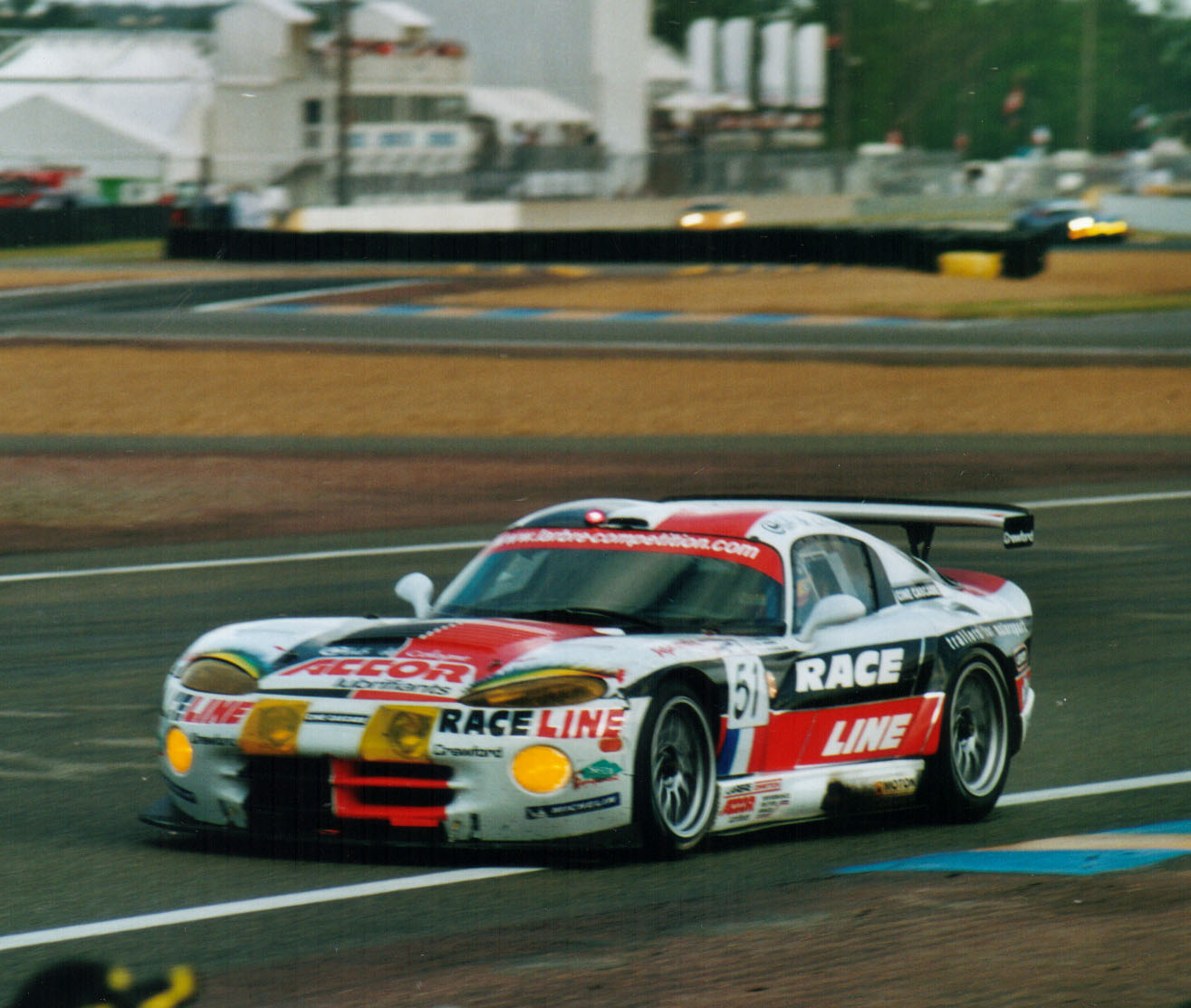
Chrysler Viper GTS-R

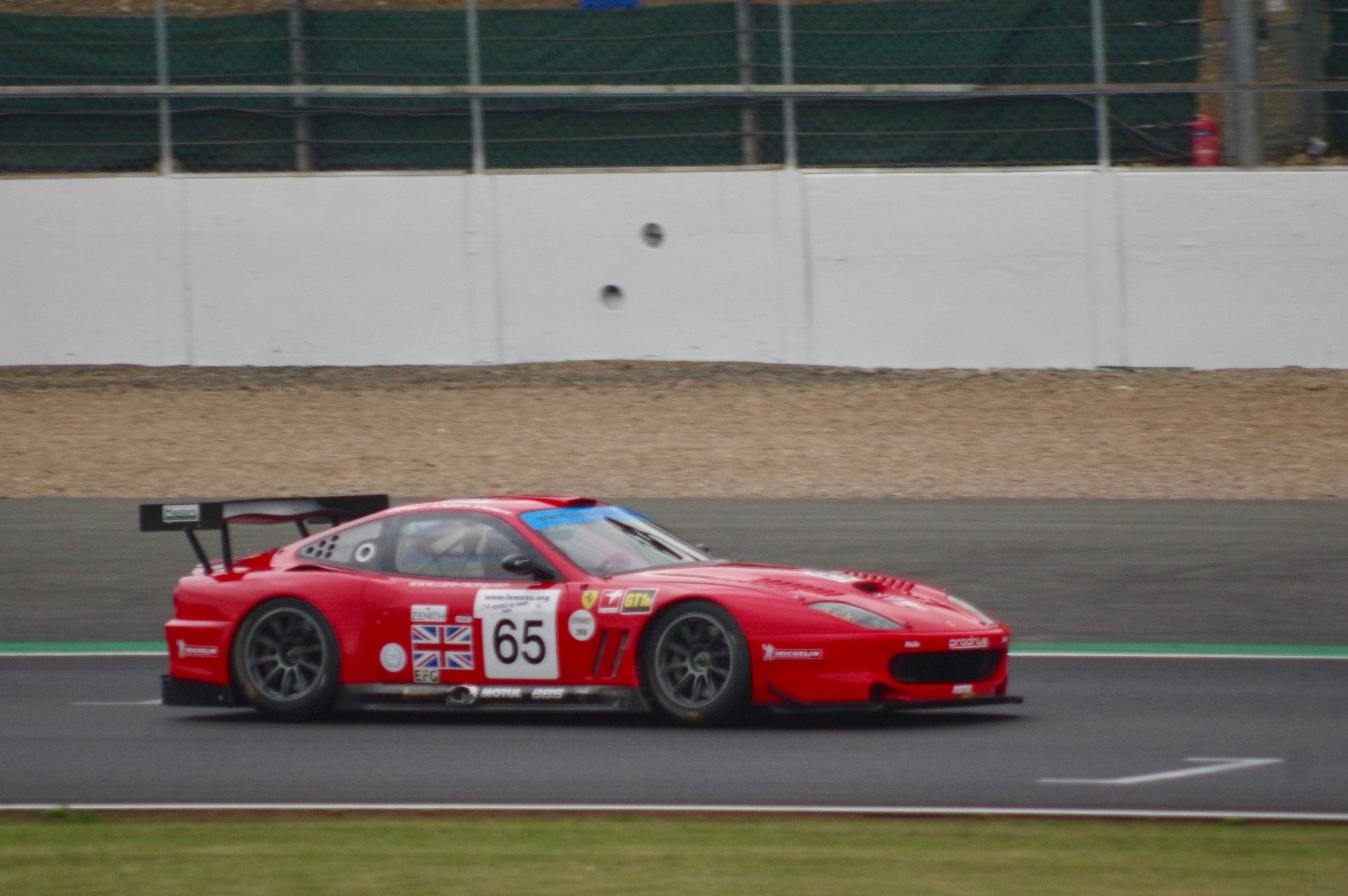
Ferrari 550 (GTS)

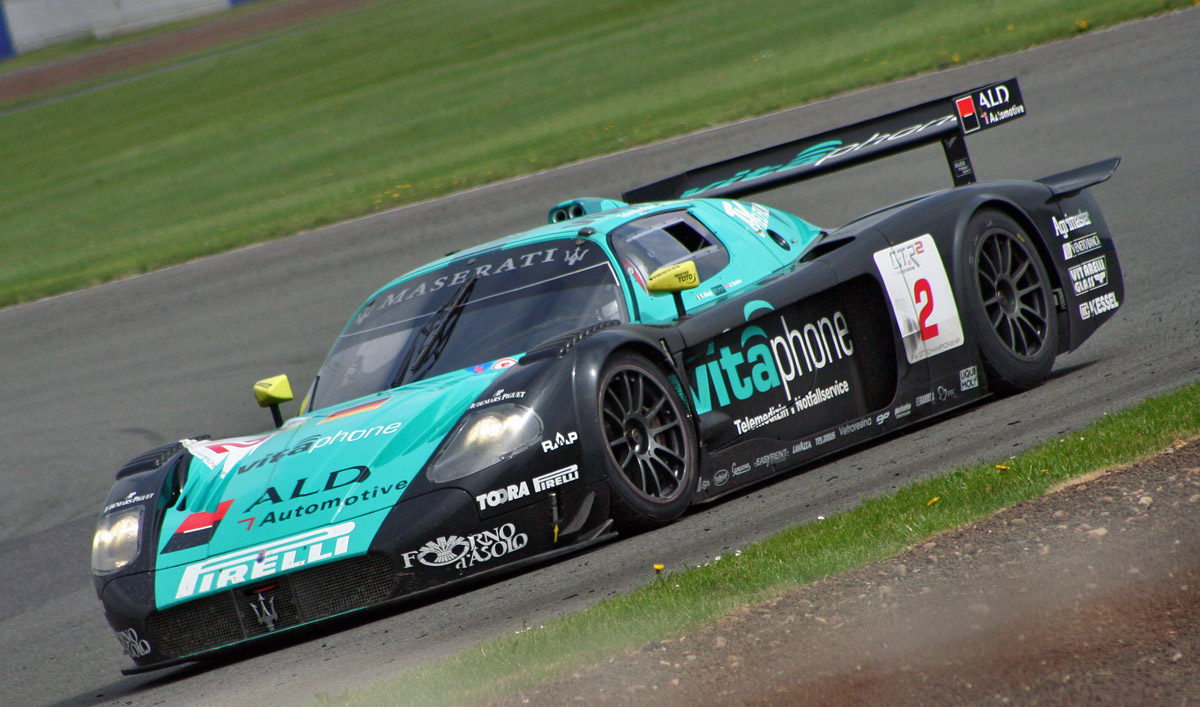
Maserati MC12 (GT1)

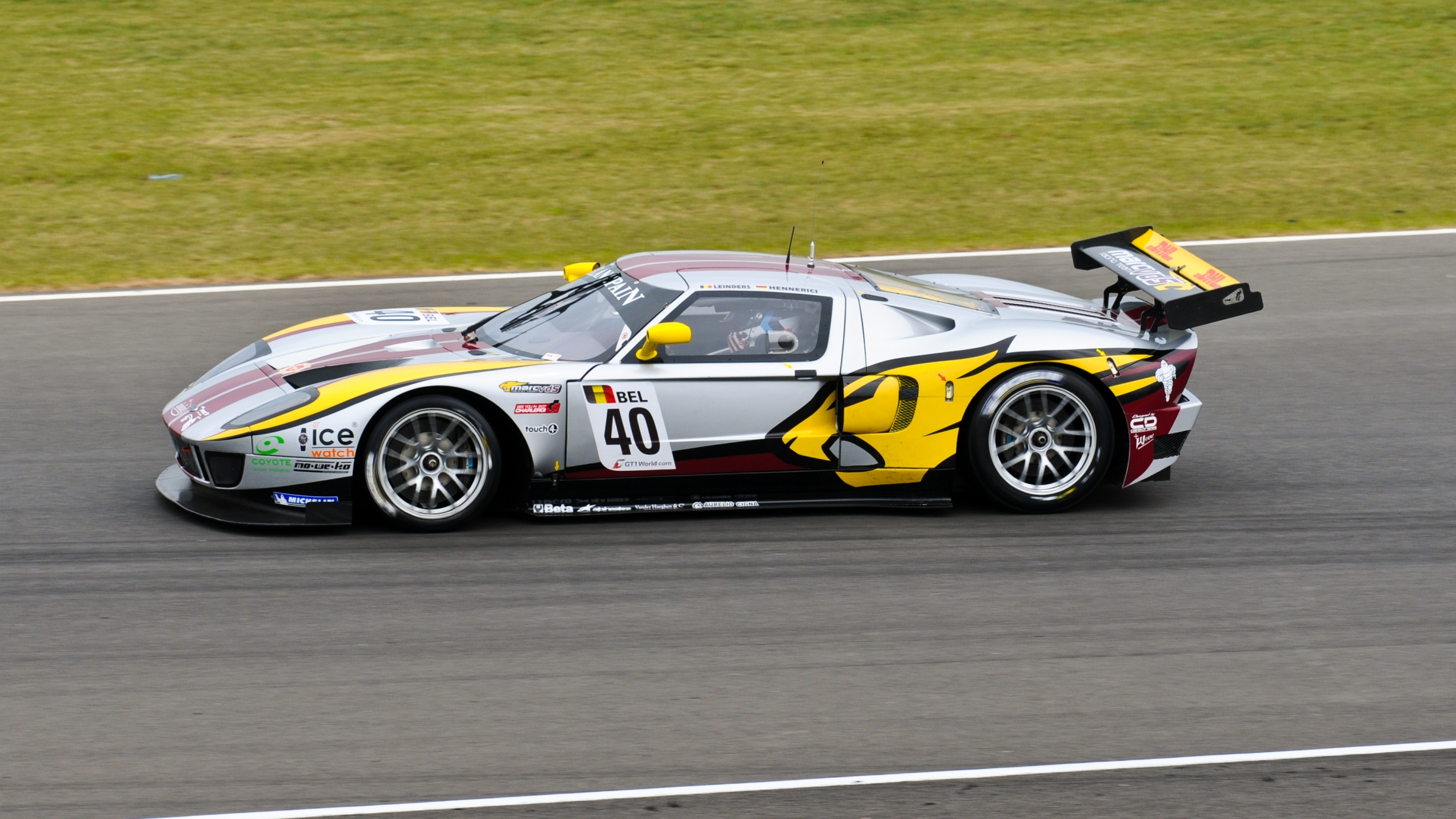
Ford GT(GT1)

In der BPR Global GT Series und bei dem 24-Stunden-Rennen von Le Mans wurde 1994 unterhalb der damaligen GT1-Klasse zusätzlich die Klasse GT2  eingeführt, die zwischen 2005 und 2011 ebenfalls die Bezeichnung GT1 Klasse trug. Zunächst bildete diese Klasse den Unterbau für die damaligen stärkeren und schnelleren GT1 Fahrzeuge. Nach dem Ende der GT1-Klasse 1998 wurde die GT2 Klasse bei der FIA und der SRO unter der Bezeichnung GT sowie beim ACO unter der Bezeichnung GTS weitergeführt. Diese Reglements waren jedoch nicht exakt gleich. Der größte Unterschied betraf die Aerodynamik. Während der ACO glatte Unterböden erlaubte, waren diese bei der FIA verboten. Daraus resultierten für beide Reglementvarianten eigenständige Aerodynamik-Pakete für die Fahrzeuge, um dem massiven Einfluss des Unterbodens auf das Fahrverhalten gerecht zu werden. 
Die FIA öffnete das GT Reglement für Supersportwagen mit CFK-Monocoques, die im Gegensatz zu den bisherigen Fahrzeugen dieser Klasse nicht auf einer Karosserie oder Rohrrahmen basierten.  Maserati entwickelte für die Saison 2004 den Maserati MC12 GT1 auf Basis des Ferrari Enzos, von dem wiederum zur Homologation die Serienversion des Maserati MC12 abgeleitet wurde. Aufgrund der technischen Vorteile dieses Konzepts, war dieses Modell das dominierende Fahrzeug der Serie. Durch Änderung der Fahrzeugeinstufung wurde dieses Modell den anderen Fahrzeugen im Laufe der Zeit immer mehr angeglichen. Für das Reglement des ACOs war der MC12 zu lang und zu breit. 
In der Saison 2005 kam es zur Angleichung der GT-Regeln zwischen FIA und ACO in dessen Zuge diese GT-Klasse einheitlich in Gruppe GT1 umbenannt wurde. Die leistungsschwächere N-GT Klasse von SRO und FIA sowie die GT Klasse des ACOs bekamen nach der Angleichung die Bezeichnung Gruppe GT2.
Im Oktober 2007 entschied die FIA für 2010 neue GT-Regeln einzuführen. Durch die Neuausrichtung der FIA-GT-Meisterschaft 2010, in der bis dahin die GT1 und GT2 Fahrzeuge gemeinsame Langstrecken Rennen austrugen, sollten die Rennen getrennt werden und eine Weltmeisterschaft für GT1-Fahrzeuge und eine Europameisterschaft für GT2-Fahrzeuge ausgeschrieben werden. Um die Umstellung zu erleichtern, waren bereits 2009 Fahrzeuge nach dem neuen GT1-Reglement startberechtigt, jedoch gegenüber ihren leistungsstärkeren Vorgängern chancenlos. Zunächst wurden beim offiziellen Pressetermin am 7. April 2009 in Paul-Ricard zwei Fahrzeuge der Öffentlichkeit vorgestellt. Zum einen ein auf Basis des Ford GT entwickelter Rennwagen von Matech Concepts, zum anderen eine von der Motorsportabteilung von Nissan entwickelte Rennvariante des Nissan GT-R. Neben den beiden vorgeführten Boliden, die im Laufe der Saison bereits an Rennen der FIA-GT-Meisterschaft teilnahmen, präsentierte Hans Reiter anlässlich des 24-Stunden-Rennen von Spa-Francorchamps die GT1-Version des Lamborghini Murciélago LP670-4 SV. Bis zum Jahresende bekannte sich kein weiterer Hersteller zu der für 2010 ausgeschriebenen Weltmeisterschaft. So erlaubte der SRO einer Auswahl von bisherigen GT1-Fahrzeugen mit modifizierten Luftmengenbegrenzern, kleineren Heckflügeln und angepassten Motorenmanagement bis 2011 an der Weltmeisterschaft teilzunehmen. Aber auch in der Folgezeit blieb die Entwicklung von Neufahrzeugen aus. Zudem konnte Serienorganisator SRO nicht ausreichend Teams für eine weitere Saison mit GT1-Fahrzeugen gewinnen, daher wurde die FIA-GT1-Weltmeisterschaft in der letzten Saison der Serie mit Gruppe GT3 Fahrzeugen ausgetragen.
Auch der ACO übernahm 2010 das neue technische Reglement der GT1 Klasse, schrieb dieses aber bereits 2011 nicht mehr aus. Die GT1 Klasse hatte bei den ACO Langstreckenrennserien nur noch geringe Teilnehmerzahlen. Da die neuen GT1 Fahrzeuge auf das Reglement der FIA-GT1-Weltmeisterschaft für einstündige Sprintrennen zugeschnitten waren, mussten sie für die Langstreckenrennen des ACO umgerüstet werden. Aufgrund der zusätzlichen Kosten schwanden die Teilnehmerzahlen. Der ACO reagierte mit einer Umstrukturierung der GT Klassen hierauf. Die GT2-Klasse wurde 2011 vom ACO in GTE (kurz für GT Endurance) umbenannt, womit schon namentlich der Fokus für Langstreckenrennen deutlich gemacht wurde und unterteilte diese in GTE-Pro für Profis und GTE-AM für Amateure. Die GT1 Klasse wurde nicht weiter ausgeschrieben.

## Homologierte Modelle
Diese Tabellen zählen alle von der FIA homologierten GT1-Fahrzeuge auf. In den Rennserien des ACO und bei den 24 Stunden von Le Mans waren weitere Modelle am Start. Diese benötigten dort aber keine FIA-Zulassung. Der Maserati MC12 zum Beispiel war nur bei FIA-Rennen zugelassen, weil er für ACO-Regeln zu breit war. Er hätte in Le Mans nur als Le-Mans-Prototyp starten dürfen.

### GT1 (1990er)/GTP
| Nr.    | Gültig ab  | Hersteller    | Modell       |
| ------ | ---------- | ------------- | ------------ |
| GT1 1  | 01.01.1995 | McLaren       | F1 GTR       |
| GT1 2  | 01.01.1996 | Jaguar        | XJ-220       |
| GT1 3  | 01.03.1997 | Porsche       | 911 GT1      |
| GT1 4  | 01.04.1997 | Panoz         | GTR          |
| GT1 5  | 01.04.1997 | Mercedes-Benz | CLK-GTR      |
| GT1 6  | 01.04.1997 | Lotus         | GT1 Turbo    |
| GT1 8  | 01.04.1998 | Lamborghini   | 132 GT1      |
| GT1 9  | 01.04.1998 | Porsche       | 911 GT1 / 98 |
| GT1 10 | 01.04.1998 | Bitter        | GT1          |
| GT1 11 | 01.07.1998 | Mercedes-Benz | CLK-LM       |

Liste der LM-GT1/GTP-Fahrzeuge:
- Audi R8R
- Bentley EXP Speed 8
- Bentley Speed 8
- Mercedes-Benz CLR
- Nissan R390 GT1
- Toyota GT-One

### GT1 (2000er)/GT2, GTS
| Nr.     | Gültig ab  | Hersteller   | Modell                 |
| ------- | ---------- | ------------ | ---------------------- |
| GT2 001 | 01.04.1995 | Jaguar       | XJ-220                 |
| GT2 002 | 01.08.1995 | Porsche      | 964 Carrera RS 3.8     |
| GT2 003 | 01.01.1996 | Porsche      | 911 Turbo GT2          |
| GT2 004 | 01.04.1996 | Porsche      | 993 Carrera RS 3.8     |
| GT2 005 | 01.04.1996 | Chrysler     | Viper GTS              |
| GT2 006 | 01.04.1997 | Saleen       | Mustang SR             |
| GT2 007 | 01.05.1997 | Renault      | Spider Type EFOH       |
| GT 008  | 01.04.1999 | Lister       | Storm                  |
| GT 009  | 01.04.1999 | Porsche      | 911 GT3 Cup (996)      |
| GT 010  | 01.06.1999 | Marcos       | Mantara LM 600         |
| GT 011  | 01.08.1999 | Ferrari      | F50                    |
| GT 012  | 01.04.2002 | Maserati     | 3200 GT                |
| GT 013  | 01.04.2003 | Saleen       | S7                     |
| GT 014  | 01.10.2003 | Ferrari      | 575M Maranello         |
| GT 015  | 01.04.2004 | Lamborghini  | Murciélago             |
| GT 016  | 01.06.2004 | Aston Martin | DB9 Coupe              |
| GT 017  | 01.11.2004 | Maserati     | MC12                   |
| GT1 001 | 01.05.2006 | Saleen       | S7 Twin Turbo          |
| GT1 002 | 01.05.2006 | Chevrolet    | Corvette Z06           |
| GT1 003 | 01.05.2009 | Nissan       | GT-R (R35)             |
| GT1-101 | 01.04.2010 | Nissan       | GT-R (R35) 2010-06-22  |
| GT1-102 | 01.04.2010 | Lamborghini  | Murcielago LP 670 R-SV |
| GT1-103 | 01.04.2010 | Ford         | GT Matech              |

Liste der LM-GTS-Fahrzeuge:
- Chevrolet Corvette C5-R
- Pagani Zonda GR